# 札幌縣
札幌縣（日语：〔〕／ Sapporo ken */?）為日本北海道在開拓使完成十年計畫後，於1882年2月8日廢除開拓使後所設置的縣，同一時期在北海道所設置的縣還有函館縣和根室縣；1886年1月26日，日本政府為統一管理整個北海道的發展建設，決定廢除位於北海道的三個縣改設置北海道廳。

## 概況
札幌縣由原本的開拓使本廳改制而成，縣廳設於原石狩國札幌郡的札幌區（現在的札幌市）。
其轄區包括原石狩國、天鹽國、十勝國、日高國、北見國的宗谷郡、枝幸郡、利尻郡、禮文郡、後志國的小樽郡、高島郡、忍路郡、余市郡、古平郡、積丹郡、美國郡、古宇郡、岩內郡和膽振國的虻田郡、有珠郡、室蘭郡、幌別郡、白老郡、勇拂郡、千歲郡。也就是現在的石狩振興局、留萌振興局、上川綜合振興局、宗谷綜合振興局、十勝綜合振興局、日高振興局、膽振綜合振興局和後志綜合振興局（除了西南部以外）的區域。
以地理上來看，札幌縣的轄區位於由十勝國的東端、北方的宗谷岬、西方的神威岬和南方的襟裳岬之間所包圍的區域。
1886年時全縣人口約為9.7萬。